# Мукомел Леонід Костянтинович
Леонід Костянтинович Мукомел (нар. 13 березня 1994) — український футболіст, воротар вінницької «Ниви».

## Життєпис
Футбольну кар'єру розпочав 2011 року в складі вінницького «Держслужбовця-КФКС». З 2012 по 2014 рік грав за аматорський колектив ВО-ДЮСШ (Вінниця). Сезон 2014/15 років провів у кирнасівському «Поділлі». З 2015 року захищав кольори вінницького «ЕСМ-Поділля».
Під час зимової перерви сезону 2018/19 років перебрався в «Ниву». У футболці вінницького клубу дебютував 9 жовтня 2019 року в переможному (2:0) домашньому поєдинку 14-о туру групи «А» Другої ліги проти хмельницького «Поділля». Леонід вийшов на поле в стартовому складі та відіграв увесь матч.